# Menara Telekom
El Menara Telekom és un gratacel que es troba a Kuala Lumpur, Malàisia i és un dels edificis més alts del món.
L'edifici fa 310 metres d'alçada i fou finalitzat l'any 2001. Hi ha 55 plantes en la majoria de les quals s'hi troben les oficines que formen el quarter general de l'empresa de telecomunicacions. El Menara Telekom fou dissenyat per l'arquitecte Hijjas Kasturi. L'aspecte extern de l'edifici s'influencià per la planta del bambú. Per això, en una banda de l'edifici es van fer 9 jardins públics que, de nit, s'il·luminen. El punt d'aterratge d'helicòpters del sostre és, després del de la U.S. Bank Tower, el més alt del món.